# Московская улица (Ялта)
Московская улица — улица в историческом центре Ялты. Проходит как продолжение улицы Рузвельта за улицей Игнатенко до Южнобережного шоссе.
Проходит по левому берегу реки Дерекойка. Движение транспорта по улице одностороннее, по направлению от моря. По улице проходит маршрут троллейбуса

## История

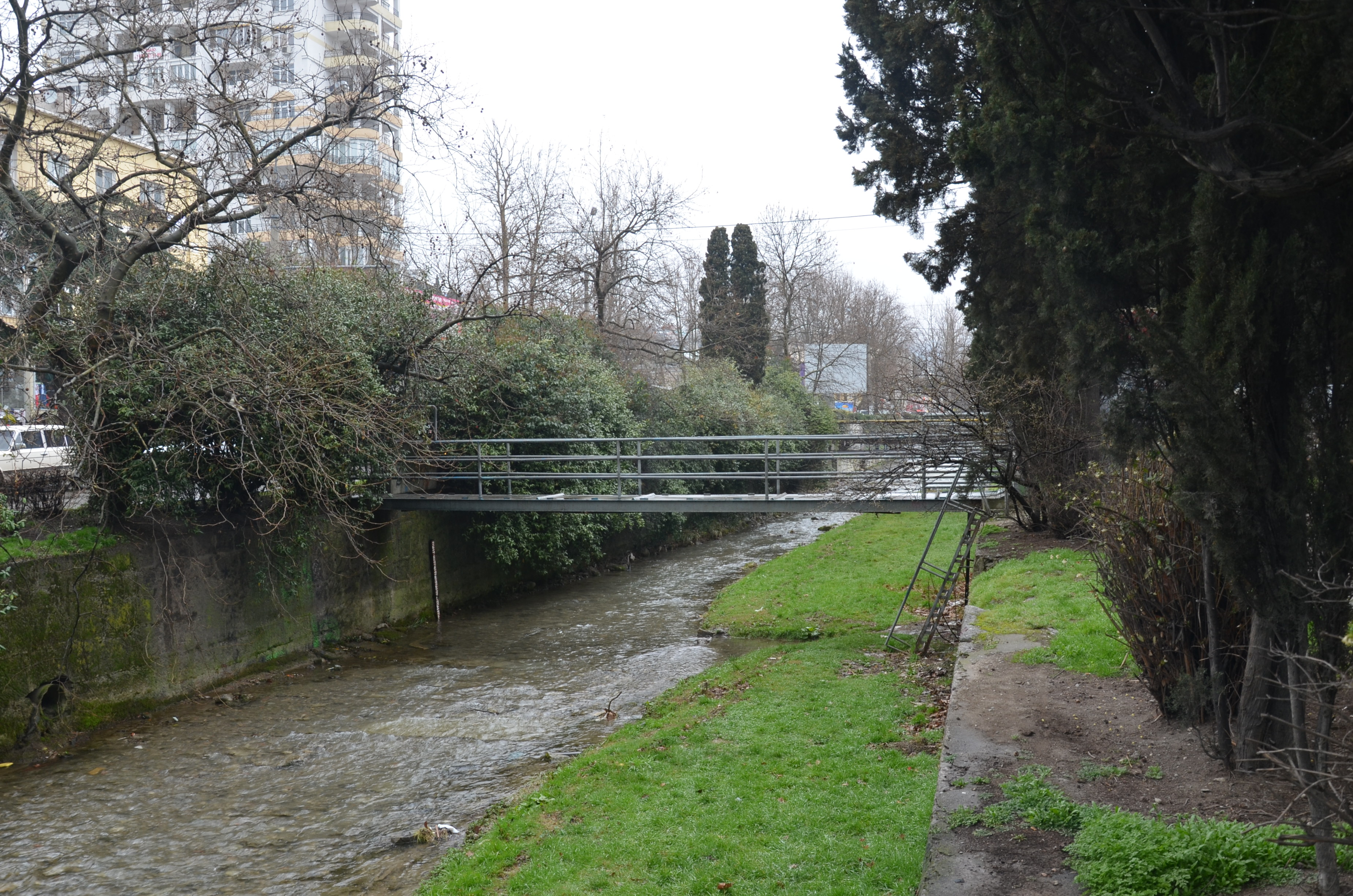
Дерекойка

Относительно молодая улица города. В начале XX века берега реки Дерекойки не были оформлены набережными за исключением короткого участка левого берега реки у её впадения в море (Графский проезд).
К пятидесятилетию установления Советской власти по проекту архитектора Союздорпроекта (Тбилисский филиал) Г. В. Чахаева (мемориальная доска на здании автовокзала) в декабре 1966 года на улице возведено здание Ялтинского автовокзала. Городской автовокзал был перенесён сюда с улицы Игнатенко.
В 1971 году на улице был открыт «Дом книги».

## Достопримечательности

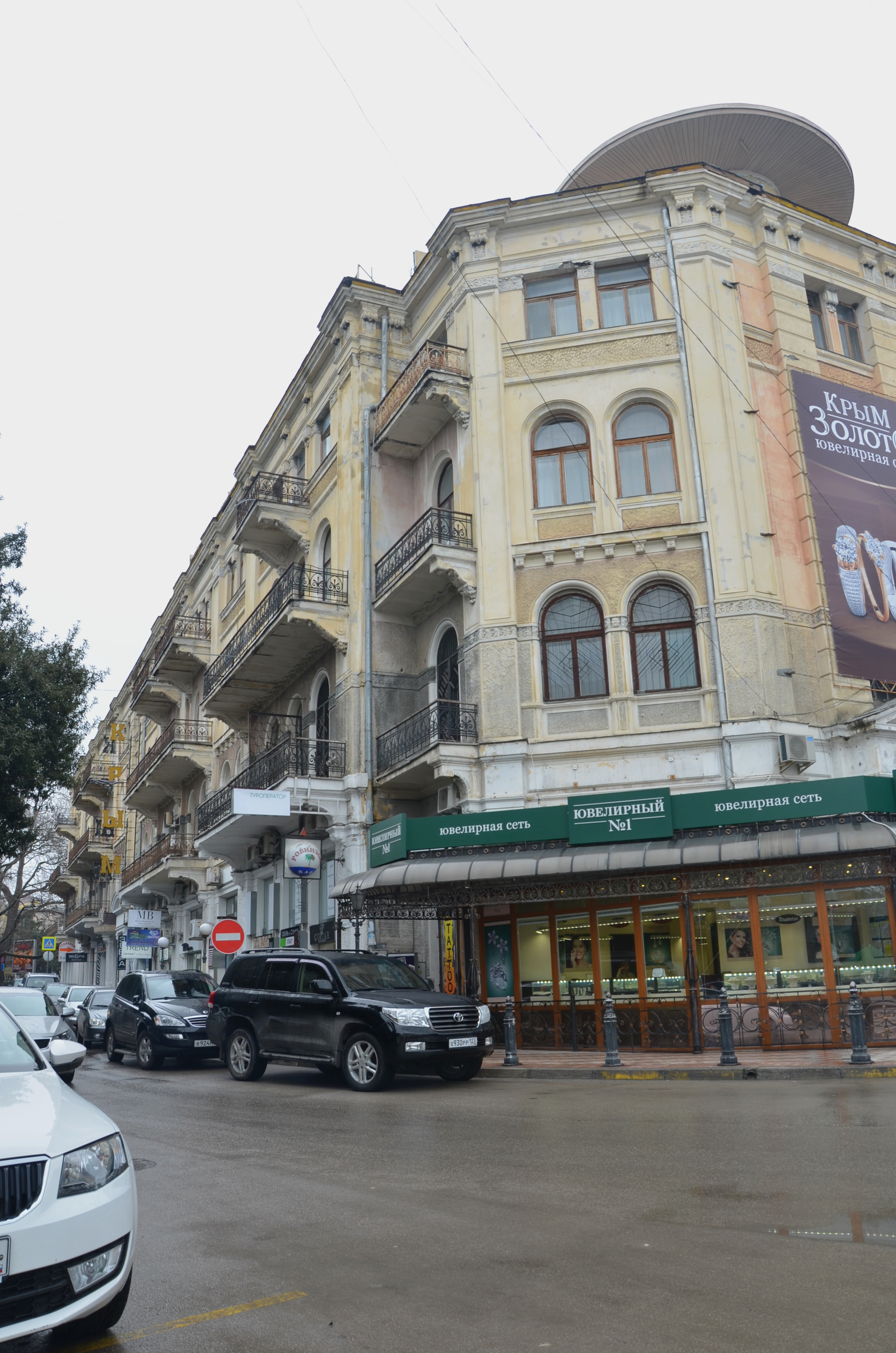
Отель «Крым»

д. 1 — Гостиница «Крым»
д. 8 — Ялтинский автовокзал
д. 9а — Дом книги
Сквер школы № 9.
Памятник Джалилю Наджабову

## Улица в кинематографе
На улице снят ряд эпизодов фильма «Корона Российской империи, или Снова неуловимые»

## Известные жители
д. 1 — Михаил Булгаков (мемориальная доска)